# Cédric Wermuth
Pour les articles homonymes, voir Wermuth.
Cédric Wermuth, né le 19 février 1986 à Jegenstorf (originaire d'Eggiwil, double national italo-suisse) est une personnalité politique suisse, membre du Parti socialiste suisse et du Parti démocrate en Italie.
Il est député du canton d'Argovie au Conseil national depuis 2011 et coprésident du Parti socialiste suisse depuis 2020.

## Biographie
Cédric Wermuth naît le 19 février 1986 à Jegenstorf, dans le canton de Berne. Il est originaire d'Eggiwil, dans le même canton, et de Ceola di Giovo, dans la province de Trente en Italie.
Sa mère, Laurence, est lausannoise, ; son père Otto Wermuth, Italien de la seconde génération. Tous deux sont pédagogues curatifs. Il a un frère, de trois ans son cadet. Leurs parents sont engagés politiquement et aident des réfugiés à s'intégrer.
Il grandit à Bünzen et Boswil, où il suit sa scolarité au primaire. Il est diplômé de l'école du district de Muri et, en 2005, de l'école cantonale de Wohlen. Il étudie ensuite les sciences politiques, l'histoire économique et sociale et la philosophie à l'Université de Zurich, où il obtient son diplôme en mars 2015.
Il est conseiller en stratégie à l'agence Spinas Civil Voices et présentateur à Radio Kanal K. 
Il est marié à une enseignante et traductrice et père de deux enfants,. Il habite à Zofingue, puis à Baden.

## Parcours politique

### Jeunesse socialiste
Membre de la Jeunesse socialiste suisse depuis 1999, Cédric Wermuth est coprésident de la section du canton d'Argovie de 2003 à 2005, secrétaire central du mouvement suisse de 2005 à 2007, puis président du mouvement de juillet 2008 à mars 2011,. À peine élu, il lance un appel à ne pas respecter les interdictions de botellones décrétées par les autorités communales.

### Niveaux communal et cantonal
Il représente le PS à la Commission de la jeunesse du canton d'Argovie entre 2004 et 2008[réf. nécessaire].
Candidat en 2009 au Grand Conseil du canton d'Argovie, il n'est pas élu[réf. nécessaire]. Il entre en revanche au parlement de la ville de Baden la même année, à la suite de son élection le 25 octobre[réf. nécessaire]. En 2010, il est condamné à une amende pour avoir squatté l'hôtel Verenahof à Baden lors d'une manifestation l'année précédente.
Il est membre du Conseil communal (exécutif) de la ville de Baden de janvier 2010 à décembre 2011. Il copréside le PS Argovie de 2014 à 2018.

### Niveau fédéral
Il est élu en octobre 2008 lors du congrès du parti du PS Suisse à Aarau pour succéder à Silvia Schenker à la vice-présidence du PS Suisse, par 214 voix contre 168. Le 21 août 2011, il annonce son départ de la vice-présidence du PS à la fin de l'année.
Il est élu au Conseil national lors des élections fédérales d'octobre 2011 et réélu dans cette fonction lors des élections de l'automne 2015. Il est vice-président du groupe socialiste aux chambres fédérales de 2015 à 2020. Il siège au sein de la Commission des finances (CdF) jusqu'en décembre 2015, puis à la Commission des institutions politiques (CIP) jusqu'en décembre 2020 et à la Commission de gestion (CdG) de septembre 2017 à décembre 2019.
Il est candidat au Conseil des États et à nouveau au Conseil national lors des élections fédérales d'octobre 2019,. Préféré à sa collègue du Conseil national Yvonne Feri lors de la nomination interne au parti socialiste pour les élections au Conseil des États, il atteint la troisième place au premier tour de scrutin et retire sa candidature pour le second tour. Il conserve sa place de conseiller national lors de ces élections. Lors de cette nouvelle législature, il siège à la Commission de l'économie et des redevances (CER).
En décembre 2019, il annonce qu'il se présente à la succession de Christian Levrat à la présidence du PS suisse avec Mattea Meyer. Le 17 octobre 2020, il est élu coprésident du Parti socialiste suisse avec Mattea Meyer.
Il est réélu conseiller national en 2023. Un temps pressenti pour remplacer Alain Berset au Conseil fédéral, il ne se présente finalement pas à la candidature.

## Profil politique
Il se situe sur l'aile gauche du PS.
Qualifié d'agitateur à ses débuts en raison de ses provocations (il allume un joint au pupitre de l'orateur sur l'estrade lors d'un débat sur l'initiative populaire visant à la légalisation du cannabis à l'Assemblée des délégués du PS dans le canton de Fribourg en juin 2008,) et de son passé de squatteur, il acquiert une grande notoriété nationale en 2013 en dirigeant la campagne pour l'initiative 1:12 pour des salaires équitables.